# فيردينوند فون ليندمان
فيردينوند فون ليندمان (بالألمانية: Ferdinand von Lindemann) هو عالم رياضيات ألماني، اشتهر أساسا بفضل برهانه على أن π عدد متسام (أي أنه لا يمكن أن يكون جذرا لمتعددة حدود عواملها كلها أعداد كسرية). نُشر هذا البرهان في عام 1882.

## حياته وتكوينه

### برهانه على كون π عددا متساميا
في عام 1882، نشر ليندمان النتيجة التي بفضلها صار معروفا، والمتمثلة في تسامي العدد π. طرقه تشبه الطرق اللائي استُعملن تسع سنوات فيما قبل من طرف تشارلز هيرمت من أجل البرهان على أن e، قاعدة اللاغارتم الطبيعي عدد متسام. قبل نشر برهان ليندمان، كان معلوما أن كون العدد π عددا متساميا يعني استحالة تربيع الدائرة باستعمال الفرجار والمسطرة.

## روابط خارجية
- فيردينوند فون ليندمان على موقع الموسوعة البريطانية (الإنجليزية)
- فيردينوند فون ليندمان على موقع مونزينجر (الألمانية)